# Searchlight Pictures
Searchlight Pictures, Inc. este o companie americană independentă de producție și distribuție de filme, care din 2019 este deținută de Walt Disney Studios, o subsidiară a Disney Entertainment, parte a The Walt Disney Company. 
Fondat în 1994 ca Fox Searchlight Pictures de 20th Century Fox (acum 20th Century Studios), studioul se concentrează în primul rând pe producerea, distribuirea și achiziționarea de filme de artă.
Searchlight este cunoscut pentru distribuirea filmelor Vagabondul milionar, 12 ani de sclavie, Omul Pasăre sau Virtutea nesperată a ignoranței, Forma apei și Ținutul nomazilor, toate au câștigat premiul Oscar pentru cel mai bun film. Studioul a încasat peste 5,3 miliarde de dolari americani în întreaga lume și a strâns 51 de premii Oscar, 30 de premii Globul de Aur și 56 de premii BAFTA. Vagabondul milionar este cel mai mare succes comercial al studioului, cu încasări de peste 377 de milioane de dolari americani (în SUA), la un buget de producție de doar 15 milioane de dolari americani.
Searchlight Pictures a fost una dintre unitățile de producție de film ale 21st Century Fox care a fost achiziționată de Disney în 2019. Numele actual al studioului a fost adoptat pentru a evita confuzia cu Fox Corporation. Searchlight este în prezent unul dintre cele cinci studiouri de film live-action Walt Disney Studios, alături de Walt Disney Pictures, Marvel Studios, Lucasfilm și unitatea sa soră mai mare 20th Century Studios. În comparație cu 20th Century, al cărui departament de distribuție s-a transformat în Walt Disney Studios Motion Pictures, Searchlight și-a păstrat departamentul de distribuție autonom.

## Istorie

Sigla folosită din 1997 până în 2020.

### Înainte de fondarea Searchlight Pictures
Înainte de fondarea Searchlight Pictures, 20th Century Fox a fost activă pe piața filmelor de specialitate, lansând filme independente și de specialitate sub sigla 20th Century-Fox International Classics, redenumită ulterior 20th Century-Fox Specialized Film Division, apoi TLC Films. Cele mai notabile lansările din această perioadă includ Suspiria, Bill Cosby: Himself, Eating Raoul, The Gods Must Be Crazy, Reuben, Reuben și Ziggy Stardust and the Spiders from Mars.
La începutul anilor 1990, directorii 20th Century Fox au decis să imite succesul comercial al studioului Miramax recent achiziționat de Disney. În 1994, 20th a anunțat formarea unei subsidiare care le va stimula intrarea pe piața filmelor de artă, iar în iulie 1994, l-au adus pe Thomas Rothman, pe atunci președinte de producție la The Samuel Goldwyn Company, să conducă noua subsidiară. Curând a primit numele „Fox Searchlight Pictures”, cu Rothman ca președinte fondator. Noua companie a moștenit elementele de branding familiare asociate cu 20th Century Fox; filmele Fox Searchlight începeau cu un logo de producție constând din numele „Fox Searchlight Pictures” prezentat ca un monolit mare, iluminat de reflectoarele eponime și însoțit de fanfara 20th Century Fox compusă de Alfred Newman.

### Primii ani și era 21st Century Fox
De la prima sa lansare, The Brothers McMullen (1995), Fox Searchlight a început să distribuie o serie de filme independente precum Girl 6, Stealing Beauty și She's the One (toate din 1996). Deși bine primite din punct de vedere critic, aceste lansări timpurii nu au avut un mare succes comercial; prima descoperire comercială reală Fox Searchlight a venit cu Gol pușcă (1997), care au adus primele premii ale studioului.
În 2006, a fost creată o casă de discuri însoțitoare, Fox Atomic. Aceasta a fost închisă în 2009.
La 28 iunie 2012, Rupert Murdoch a anunțat că proprietarul Fox Searchlight, News Corporation, va fi împărțit în două companii: News Corp, care preia activele de publicare și de difuzare din Australia, și 21st Century Fox, care a operat grupul mamă al Fox Searchlight, Fox Entertainment Group. Murdoch afirmă că numele 21st Century Fox a fost o modalitate de a menține moștenirea lui 20th Century Fox.
Fox Stage Productions a apărut în iunie 2013. Crearea 21st Century Fox a fost finalizată la 28 iunie 2013. În august 2013, 20CF a colaborat cu un trio de producători, atât de film, cât și de teatru, Kevin McCollum, John Davis și Tom McGrath.

### Era Disney

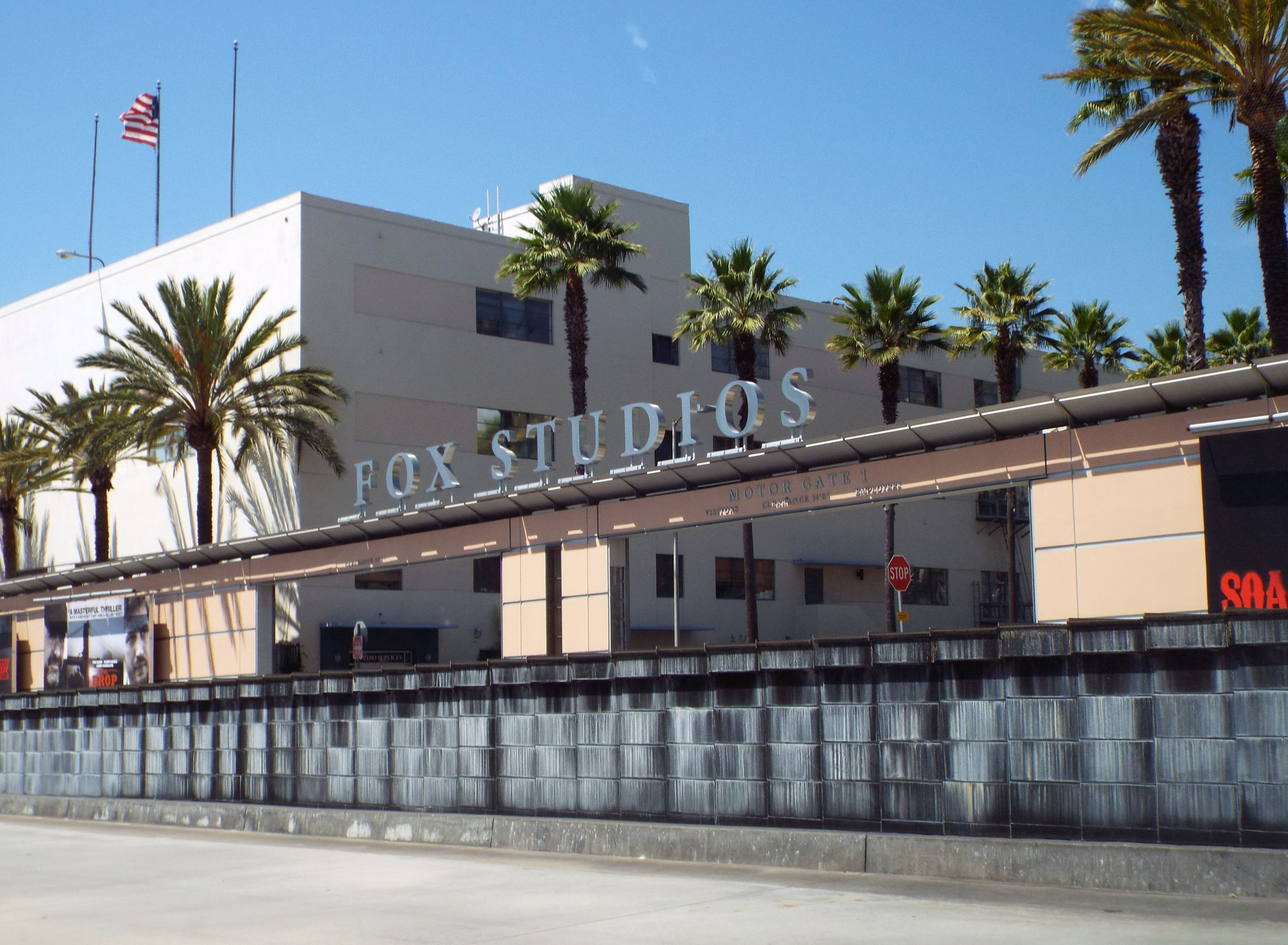
Sediul din Century City, Los Angeles

La 14 decembrie 2017, The Walt Disney Company a fost de acord să achiziționeze majoritatea activelor 21st Century Fox, inclusiv Fox Searchlight, pentru 52,4 miliarde de dolari americani. După o ofertă de la Comcast (compania-mamă a NBCUniversal) pentru 65 de miliarde de dolari, Disney a venit cu o controfertă de 71,3 miliarde de dolari. La 19 iulie 2018, Comcast a renunțat la oferta pentru 21st Century Fox în favoarea Sky plc și Sky UK. Opt zile mai târziu, Disney și acționarii 21CF au aprobat fuziunea dintre cele două companii. La 12 martie 2019, Disney a anunțat că va încheia contractul Fox la 20 martie. La 19 martie 2019, 21CF a separat activele rămase – Fox Broadcasting Company, Fox Television Stations, Grupul Fox News (care include canalul Fox News) și operațiunile interne ale Fox Sports – către noua Fox Corporation, pentru finalizarea vânzării, care a avut loc în ziua următoare. A doua zi, a fost anunțat că Fox Searchlight Pictures va activa sub bannerul The Walt Disney Studios și au avut loc mai multe disponibilizări.
Din noiembrie 2019, FX Networks și Fox Searchlight au fost desemnate să furnizeze conținut Hulu. La 17 ianuarie 2020, a fost anunțat că se va renunța la numele „Fox” în mai multe dintre activele Fox care au fost achiziționate de Disney, scurtând numele companiei ca „Searchlight Pictures”, pentru a evita confuzia de marcă cu Fox Corporation.
Nancy Utley a părăsit oficial Searchlight Pictures după șase luni, pentru a lansa Lake Ellyn Entertainment și a încheiat un acord de primă vedere cu Chernin Entertainment. Disney i-a ridicat în funcții pe David Greenbaum și Matthew Greenfield, actualii șefi de producție.

## Filmografie

### Filmele cu cele mai mari încasări
| Loc | Titlu                                           | An   | Încasări globale |
| --- | ----------------------------------------------- | ---- | ---------------- |
| 1   | Vagabondul milionar                             | 2008 | 383.825.427$     |
| 2   | Lebăda neagră                                   | 2010 | 331.266.710$     |
| 3   | The Full Monty                                  | 1997 | 261.249.383$     |
| 4   | Juno                                            | 2007 | 231.450.102$     |
| 5   | Forma apei                                      | 2017 | 195.790.794$     |
| 6   | 12 ani de sclavie                               | 2013 | 180.765.061$     |
| 7   | Descendenții                                    | 2011 | 175.507.800$     |
| 8   | Hotel Grand Budapest                            | 2014 | 163.037.661$     |
| 9   | Trei panouri publicitare lângă Ebbing, Missouri | 2017 | 161.158.351$     |
| 10  | The Best Exotic Marigold Hotel                  | 2011 | 134.639.780$     |
| 11  | Sărmane creaturi                                | 2023 | 117.537.274$     |
| 12  | In vino veritas                                 | 2004 | 109.726.800$     |
| 13  | Omul Pasăre sau Virtutea nesperată a ignoranței | 2014 | 102.926.247$     |
| 14  | Little Miss Sunshine                            | 2006 | 100.642.353$     |
| 15  | Favorita                                        | 2018 | 95.829.459$      |
| 16  | The Second Best Exotic Marigold Hotel           | 2015 | 89.400.862$      |
| 17  | Jojo Rabbit                                     | 2019 | 86.878.073$      |
| 18  | După 28 de zile                                 | 2003 | 82.784.517$      |
| 19  | Meniul                                          | 2022 | 75.820.378$      |
| 20  | Bend It Like Beckham                            | 2002 | 74.566.042$      |
| 21  | Dealuri însângerate                             | 2006 | 70.355.813$      |
| 22  | Street Kings                                    | 2008 | 65.457.811$      |
| 23  | A Complete Unknown                              | 2024 | 62.917.708$      |
| 24  | Brooklyn                                        | 2015 | 62.076.141$      |
| 25  | The Tree of Life                                | 2011 | 61.721.826$      |

## Premii și nominalizări
Din 1994, Searchlight Pictures a adunat 205 nominalizări la Oscar din care a câștigat 51 (inclusiv cinci premii pentru cel mai bun film), 117 nominalizări la Globul de Aur din care a câștigat 30, 190 nominalizări la BAFTA din care a câștigat 56, 68 nominalizări la Premiul Sindicatului Actorilor din care a câștigat 12, 215 nominalizări la Premiul Asociației Criticilor de Film din care a câștigat 55 și 137 nominalizări la Premiul Independent Spirit din care a câștigat 54.